# 若杉直美
若杉 直美（わかすぎ なおみ、1974年5月17日 - ）は、NTB（旧・名古屋タレントビューロー）所属のタレント。元名古屋テレビ放送のアナウンサー。血液型はO型。身長162cm。

## 略歴
愛知県名古屋市生まれ。南山短期大学英語科を卒業後、1999年から2000年3月まで名古屋テレビに在籍。現在はNTBに所属し地元の東海地方を中心に活動している。中日ドラゴンズファン。
現在は、テレビ・ラジオなどの放送業界から一線を引き、イベントMC・講演会講師等に専念している。

## 出演番組

### 現在
- EIcars presents Beach Break　(Radio NEO、2017年4月 - )

### 過去
- 源石和輝 モルゲン!! 木曜アシスタント（東海ラジオ、2012年4月 - 2014年9月まで）
- 2COOL!（東海ラジオ、2007年1月26日 - 3月23日）
- Morning Bird（岐阜FM）
- サタデー生ワイド そらナビ（中部日本放送）
- 直球勝負!大澤広樹（東海ラジオ）
- J-BOX アタック（中部日本放送）
- トレビあん（テレビ愛知）
- 快適生活ラジオショッパー（FM AICHI・エフエム佐賀・JOY-FM）
- ゆうがたわっち（FM わっち、2011年9月 - 2014年9月）